# Лас Эрас, Хуан Грегорио де
Хуан Гуальберто Грегорио де Лас Эрас (исп. Juan Gualberto Gregorio de Las Heras; 11 июля 1780, Буэнос-Айрес — 6 февраля 1866, Сантьяго-де-Чили) — аргентинский военный, входил в состав Андской армии, участвовал в войнах за независимость Чили и Перу от испанских роялистов, был губернатором провинции Буэнос-Айрес. Позднее он возглавлял оппозиционные группы губернатору Хуану Мануэлю де Росасу, находившемуся в изгнании в Чили.

## Первые годы
Хуан Грегорио де Лас Эрас родился в Буэнос-Айресе 11 июля 1780 года. Сын испанского торговца и солдата Бернардо Грегорио де Лас Эрас и Росалии Вентура де ла Гача и Рохас, он учился в колледже Сан-Карлос и вскоре посвятил себя коммерции. Первоначальная фамилия его семьи была Грегорио де Лас Эрас, но позже он использовал свою вторую фамилию как единственную. В молодости он был торговцем. Он сражался против английских вторжений в составе Торговой компании, позже стал сержантом гусарского эскадрона Пуэйрредона.

## Первая кампания в Чили
Когда началась Майская революция, Хуан Грегорио де Лас Эрас находился в Кордове, где присоединился к батальону Патрисиоса де Кордовы численностью 400 человек. 24 октября 1810 года он получил чин фельдфебеля корпуса. 27 октября 1812 года он был назначен командующим гарнизоном Кордовы. Часть этого батальона была отправлена в Чили в 1813 году, сформировав Аргентинский вспомогательный батальон под командованием полковника Сантьяго Каррераса, а позднее Маркоса Балькарсе.
Лас Эрас был его заместителем и занял пост, когда Маркос Балькарсе был назначен губернатором Куйо. Он участвовал в осаде Чильяна, где одержал победу в битве при Куча-Куча в феврале 1814 года, а в следующем месяце — в битве при Мембрильяре под командованием генерала Хуана Макенны. Он участвовал в других мелких сражениях и дослужился до подполковника.
Он оказался вовлечён во внутренние разногласия между чилийскими партиями, что заставило его вернуться в Мендосу. Однако новый губернатор Куйо Хосе де Сан-Мартин убедил его вернуться. Он прибыл сразу после катастрофы при Ранкагуа, в октябре 1814 года, как раз вовремя, чтобы обеспечить отступление войск, которые могли спастись. Среди них были генералы Бернардо О’Хиггинс и Хосе Мигель Каррера.

## Кампания Сан-Мартина в Чили
Чтобы изгнать испанских роялистов из Америки, Сан-Мартин начал организовывать свой Континентальный план и с этой целью создал Андскую армию и поручил полковнику Лас Эрасу сформировать пехотный корпус. Непосредственно перед началом перехода через Анды он был произведен в бригадные генералы и командовал самой важной колонной, которая переправилась через перевал Успальята на севере Мендосы, в то время как Сан-Мартин переправился через юг Сан-Хуана.
Когда колонна под командованием бригадного генерала Лас Хераса покинула лагерь Эль-Плумерильо, люди вышли на улицу, чтобы предложить солдатам одеяла и пончо, чтобы они могли согреться. Его заместитель Энрике Мартинес и его лейтенант Хосе Антонио Алемпарте Виаль одержали победу в нескольких небольших сражениях, таких как битвы при Пичеуте, Ачупальясе и Гуардия-Вьеха, и вместе заняли город Санта-Роса-де-лос-Андес (ныне Лос-Андес).
12 февраля 1817 года его участие в битве при Чакабуко имело решающее значение для обеспечения победы. Он возглавил первую кампанию на юге Чили, разбив генерала Хосе Ордоньеса при Курапалигуэ и Гавилане, к северу от Консепсьона.
Затем он перешел под командование О’Хиггинса, который в декабре организовал осаду Талькауано. Но О’Хиггинс проигнорировал идеи Лас-Хераса и последовал идеям генерала Мишеля Брайе — генерала армий Наполеона Бонапарта — и, несмотря на героизм Лас-Хераса, потерявшего половину своих людей, штурм закончился катастрофой.
Вскоре после этого к роялистам прибыло подкрепление из вице-королевства Перу, поэтому Сан-Мартин приказал отступать и взял командование армией на себя. Безрассудство стоило поражения в неожиданной атаке при Канча-Раяде, где решение Лас-Хераса спасло половину армии. С этими людьми и еще несколькими, всего через две недели, Сан-Мартин одержал окончательную победу в битве при Майпу, где Лас-Эрас завершил победу, разгромив генерала Ордоньеса, и остался в Чили, где женился.

## Поход в Перу
Хуан Грегорио де Лас Эрас сотрудничал с Сан-Мартином в формировании Освободительной экспедиции в Перу в качестве начальника штаба. Когда в сентябре 1820 года экспедиция высадилась в заливе Паракас, Лас Эрас отвечал за взятие близлежащего города Писко, первой базы армии в Перу.
Из лагеря Уаура он совершил несколько коротких экспедиций к окраинам Лимы. После падения Лимы, столицы вице-королевства, находившейся в руках патриотов, он руководил осадой порта и крепости Кальяо, на взятие которых ушло сорок дней.
Он был главнокомандующим перуанской армией и получил звание маршала, но вступил в конфликт с Сан-Мартином из-за бездеятельности армии, аристократических наклонностей перуанского правительства и интриг министра Бернардо де Монтеагудо. Он вернулся в Чили, но был очень плохо принят О’Хиггинсом, поэтому ему пришлось вернуться в Буэнос-Айрес.

## Правительство в Буэнос-Айресе
Министр Бернардино Ривадавия отправил его с дипломатической миссией в Верхнее Перу для переговоров с последними роялистами, однако из-за их непримиримости он потерпел неудачу. На обратном пути он был избран губернатором провинции Буэнос-Айрес, и эту должность он занял в мае 1824 года. Он продолжил прогрессивное движение своего предшественника Мартина Родригеса и подписал договор с Англией, который включал признание независимости Аргентины.
Сначала он выступал против войны с Бразильской империей, которая все еще оккупировала Восточную полосу. Однако вскоре после открытия Конгресса 1824 года он получил известие о победе Тридцати трех восточных стран и был вынужден объявить войну. Однако его министр финансов Мануэль Хосе Гарсия систематически отказывал ему в финансировании, поэтому в течение года не наблюдалось никакого прогресса.
Война вынудила Конгресс национализировать правительство Буэнос-Айреса, и в феврале 1826 года Ривадавия занял пост президента. В результате была национализирована почти вся провинция Буэнос-Айрес, и Лас Эрас ушел в отставку с должности, которая мало что значила.

## Последние годы
Хуан Грегорио де Лас Эрас вернулся в Чили, где до 1830 года служил начальником штаба и генеральным инспектором армии. Хотя он не был изгнанником, он окружил себя всевозможными аргентинскими изгнанниками в Чили. Среди них было все больше врагов Хуана Факундо Кироги и Хуана Мануэля де Росаса, которые постепенно взяли на себя общее управление Аргентиной и вынудили всех оппонентов покинуть страну.
Он обеспечил защиту со стороны чилийского правительства для этих изгнанников, включая будущих президентов Бартоломе Митре и Доминго Фаустино Сармьенто, и председательствовал в аргентинской комиссии по делам эмигрантов. Фактически он предоставил для проведения собраний только свой дом. После падения Росаса в 1852 году он занимал несколько почетных должностей в чилийской армии. В 1865 году он был главнокомандующим вооруженными силами, а затем окончательно вышел в отставку.
Лас Эрас умер в Сантьяго-де-Чили 6 января 1866 года. Его прах находится в кафедральном соборе Буэнос-Айреса рядом с мавзолеем генерала Хосе де Сан-Мартина.

## Брак и потомство
Оставшись в новой Республике Чили, после окончательной победы в битве при Майпу, Хуан Грегорио де Лас Эрас женился в городе Сантьяго в марте 1820 года на чилийской аристократке Марии дель Кармен Ларраин. У них было по меньшей мере пятеро детей:
- Хуан Мартин Грегорио де Лас Эрас Ларраин (род. 14 июня 1821, Сантьяго-де-Чили)
- Бернардо Грегорио де лас Эрас Ларраин (род. 9 декабря 1825)
- Эмилио дель Кармен Грегорио де лас Эрас Ларраин (род. 3 июля 1829)
- Симон Грегорио де Лас Эрас Ларраин (род. 28 октября 1831)
- Кармен Грегорио де лас Эрас Ларраин (род. 1 марта 1839).